# NGC 235
NGC 235 là một thiên hà dạng thấu kính trong chòm sao Kình Ngư. Người bạn đồng hành của nó, PGC 2570, xuất hiện trong tầm nhìn của NGC 235, nhưng không có liên quan đến NGC 235. Cặp đôi này được phát hiện lần đầu tiên bởi Francis Leavenworth vào năm 1886. Dreyer, người biên soạn danh mục, đã mô tả thiên hà là "cực kỳ mờ, nhỏ, tròn, giữa và hạt nhân sáng hơn".